# Membracis contornata
Membracis contornata är en insektsart som beskrevs av Albino Morimasa Sakakibara 1992. Membracis contornata ingår i släktet Membracis och familjen hornstritar. Inga underarter finns listade i Catalogue of Life.